# Nowelizacja
Nowelizacja (z wł. novella „nowość” od łac. novellae (constitutiones, leges) „nowe (statuty, prawa)” od novellus „nowy; młody; świeży” z novus „nowy”), pot. nowela – częściowa zmiana obowiązującego aktu prawodawczego przez inny akt normatywny tej samej albo wyższej mocy prawnej, później wydany.  
Nowelizacja musi być wyraźna – musi nastąpić za pomocą formuły sygnalizującej dokonywaną zmianę. Niedopuszczalna jest nowelizacja dorozumiana, polegająca na tym, że dawny przepis zastępuje się nowym, nie wskazując w nim dokonywanej zmiany. Wymóg dokonania nowelizacji w sposób wyraźny realizuje się w ten sposób, że przepis zmieniający powołuje pełny tytuł aktu zmienianego oraz wyraźnie określa, jakich zmian w nim dokonuje. Zmiany te mogą polegać na: uchyleniu niektórych przepisów, zastąpieniu niektórych przepisów przepisami o innym brzmieniu lub na dodaniu nowych przepisów.
Przepis zmieniający może być zamieszczony w odrębnym akcie zmieniającym (tytuł takiego aktu zawiera zwrot „o zmianie.../w sprawie zmiany...” lub „zmieniająca.../zmieniające...”) albo w odrębnym samodzielnym akcie, zasadniczo poświęconym innej materii (wówczas w końcowej części danego aktu należy wyodrębnić jednostkę systematyzacyjną zatytułowaną „Zmiany w przepisach”).
Wejście w życie nowelizacji powoduje konieczność ujednolicenia przepisów aktu zmieniającego. W Polsce na organy tworzące prawo został nałożony obowiązek opublikowania w ciągu 12 miesięcy od wejścia w życie zmian danego aktu, wydania i ogłoszenia tekstu jednolitego tego aktu.